# (505) Кава
(505) Кава (лат. Cava) — астероид главного пояса, который принадлежит к тёмному спектральному классу F. Он был открыт 21 августа 1902 года американским астрономом Роялом Фростом в обсерватории Арекипа и назван в честь персонажа мифологии инков.

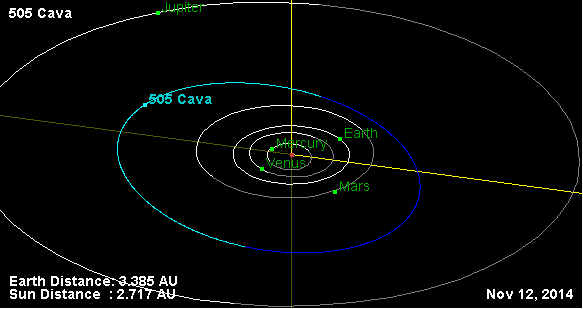
Орбита астероида Кава и его положение в Солнечной системе